# Katedra Wniebowzięcia Najświętszej Marii Panny i Świętego Stanisława w Mohylewie
Katedra Wniebowzięcia Najświętszej Marii Panny i Świętego Stanisława (biał. Конкатедра Унебаўзяцця Найсвяцейшай Панны Марыі, dawniej: kościół karmelicki, kościół św. Stanisława w Mohylewie, biał. Касцёл Св. Станіслава) – konkatedra archidiecezji mińsko-mohylewskiej znajdująca się w Mohylewie.

## Historia
Drewniana świątynia pod wezwaniem Wniebowzięcia Najświętszej Marii Panny została wybudowana na miejscu obecnej Katedry w 1692. Przy kościele osadzono ojców karmelitów. W latach 1738–1752 wzniesiono murowany kościół, który zastąpił drewnianą świątynię. W 1783 wezwanie kościoła zmieniono na św. Stanisława i nadano mu godność katedry archidiecezji mohylewskiej.

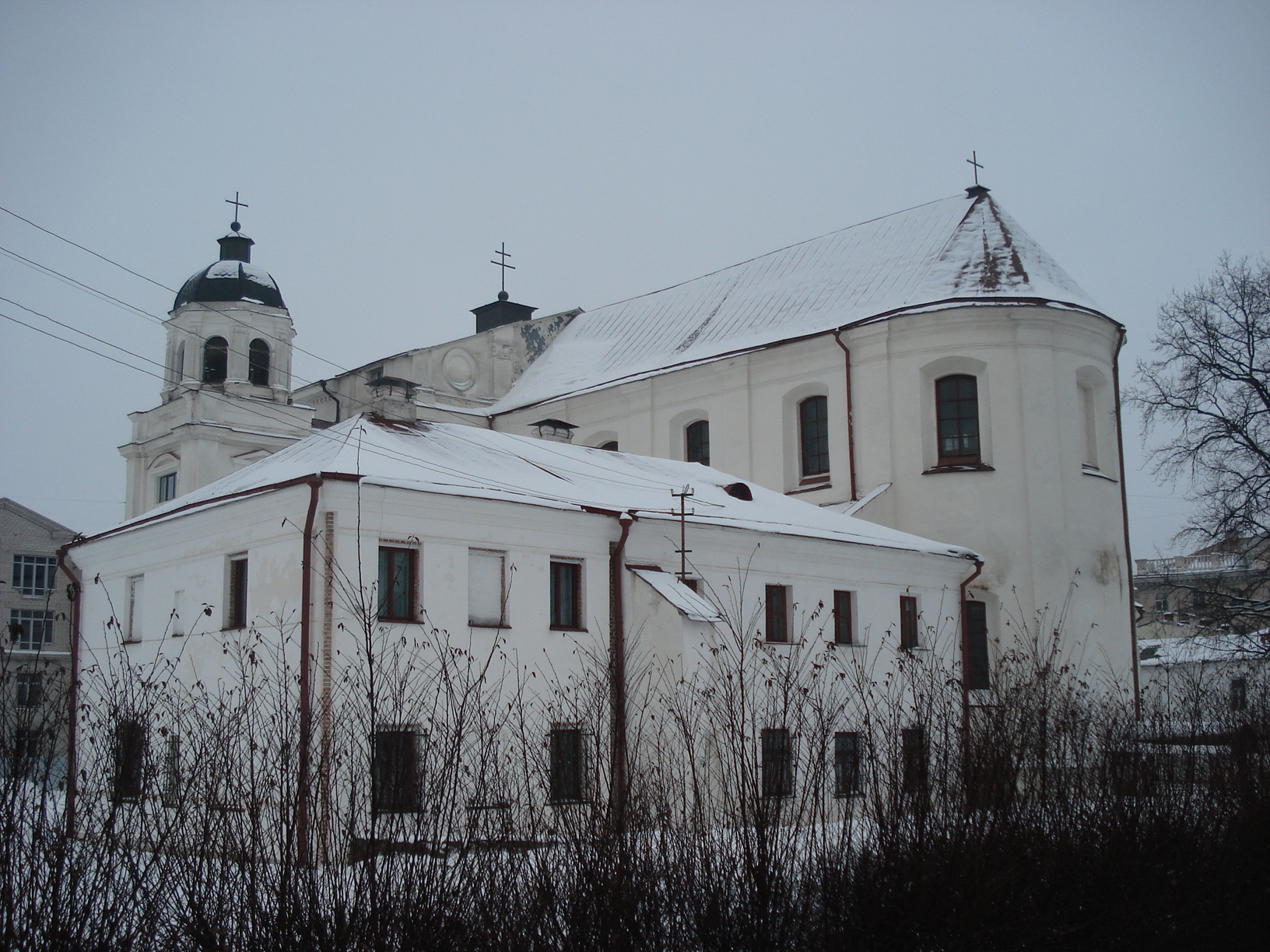

W latach 1773–1782 (według innych źródeł w 1788) staraniem bp. Stanisława Bohusza Siestrzeńcewicza przebudowano fasadę kościoła w stylu klasycystycznym, rozebrano górne części wież, do fasady dobudowano czterokolumnowy portyk z kolumnami jońskimi, a od południowej strony prezbiterium dobudowano pomieszczenia seminaryjne oraz drukarnię zakończone wieżyczkami o kształcie zbliżonym do rotundy. W 1783 wezwanie kościoła i głównego ołtarza zmieniono na św. Stanisława i nadano mu godność katedry archidiecezji mohylewskiej.
Po zniszczeniu w 1810 świątynię po raz kolejny przebudowano. Wewnątrz kościoła znajdowały się freski namalowane w latach 1765–1767, 1780 i 1860 przez artystów: Głowackiego, Piotrowskiego i Fursta. Po zamknięciu pobernardyńskiego kościoła św. Antoniego w 1865 r. przeniesiono z niego uznawany za cudowny obraz św. Antoniego – patrona Mohylewa. Obraz zaginął podczas II wojny światowej[1].
W czasach sowieckich od 1935 w świątyni mieściło się archiwum NKWD, a w latach 1964–1986 Archiwum Państwowe Obwodu Mohylewskiego.
W latach 1990–1996 staraniami proboszcza i wiernych przeprowadzono odbudowę i odnowę kościoła oraz przywrócono jego pierwotną funkcję sakralną. Dnia 13 lipca 1996 kardynał Kazimierz Świątek dokonał ponownej konsekracji kościoła. Od 1991 jest to konkatedra archidiecezji mińsko-mohylewskiej.
W 2021 r. Narodowy Bank Republiki Białorusi wyemitował okolicznościową monetę o nominale 2 rubli z wizerunkiem kościoła na rewersie.

## Architektura
Świątynia jest trójnawową bazyliką. W centrum szerokiej fasady znajduje się monumentalny czterokolumnowy portyk z trójkątnym frontonem, flankowany przez dwie trójkondygnacyjne czworoboczne wieże, o górnych kondygnacjach ośmiobocznych, nakrytych kopułowymi hełmami.
Wieże i ściany boczne kościoła ozdabiają pilastry i szerokie gzymsy. Wnętrze zdobi jeden z najcenniejszych na Białorusi zespołów fresków wykonanych w drugiej połowie XVIII wieku, uzupełnionych nowymi malowidłami w drugiej połowie XIX wieku.
Malowidła, w iluzjonistycznej oprawie przypominającej formy architektoniczne, przedstawiają motywy ewangeliczne, biblijne i historyczne.
Bogate wyposażenie pochodzi z ofiarności wiernych oraz ze zrabowanych i zniszczonych przez Sowietów kościołów Białorusi.

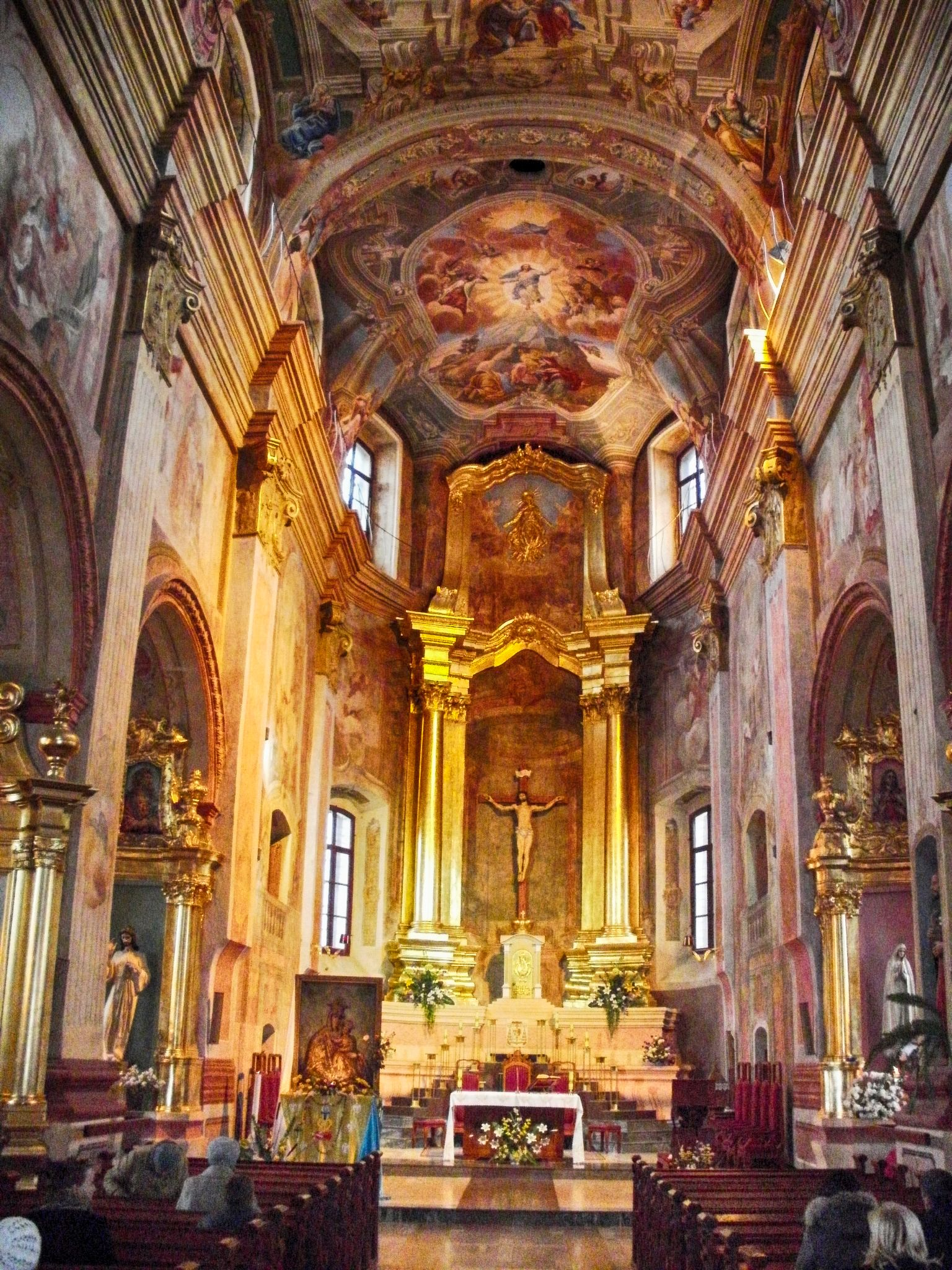
Nawa główna